# Montcel (Puy-de-Dôme)
Montcel ist eine französische Gemeinde mit 559 Einwohnern (Stand 1. Januar 2022) im Département Puy-de-Dôme in der Region Auvergne-Rhône-Alpes (vor 2016 Auvergne). Sie gehört zum Arrondissement Riom und zum Kanton Saint-Georges-de-Mons (bis 2015 Combronde).

## Geographie
Montcel liegt etwa 13 Kilometer nordnordwestlich von Riom und etwa 24 Kilometer nordnordwestlich von Clermont-Ferrand. Umgeben wird Montcel von den Nachbargemeinden Saint-Hilaire-la-Croix im Norden und Nordwesten, Jozerand im Osten und Nordosten, Combronde im Süden sowie Charbonnières-les-Vieilles im Westen und Südwesten.

## Bevölkerungsentwicklung
| Jahr                       | 1962 | 1968 | 1975 | 1982 | 1990 | 1999 | 2006 | 2013 |
| Einwohner                  | 250  | 215  | 211  | 226  | 302  | 265  | 344  | 445  |
| Quellen: Cassini und INSEE |      |      |      |      |      |      |      |      |

## Sehenswürdigkeiten
- Kirche